# Santa Maria del Soccorso a Capodimonte
Santa Maria del Soccorso a Capodimonte je rimokatolička crkva u neoklasičnom stilu u četvrti Capodimonte u Napulju, Italija.
Unutrašnjost je centralizirana i ima freske kupole sa zvjezdanim nebom. Na bočnoj apsidi nalaze se freske koje prikazuju Smrt sv. Josipa i Kristovu muku u Gestemanskom vrtu . Na stropu apside nalazi se freska Trojstva Vincenza Galloppija. Glavni oltar s prikazom Gospe od Succora (1879.) naslikao je Giuseppe Mancinelli. Postoji i druga crkva posvećena Santa Maria del Soccorso, koja se zove Maria del Soccorso all'Arenalle.

## Vanjske poveznice
|  | Zajednički poslužitelj ima još gradiva o temi Santa Maria del Soccorso a Capodimonte |